# Fanjiachuan
Fanjiachuan är en köping i nordvästra Kina. Den ligger i Huan härad i Qingyang i provinsen Gansu, omkring 330 kilometer öster om provinshuvudstaden Lanzhou. Antalet invånare är 10 619. Befolkningen består av 5 183 kvinnor och 5 436 män. Barn under 15 år utgör 19,0 %, vuxna 15-64 år 72 %, och äldre över 65 år 7,0 %.